# Dana J. Boente
Dana James Boente (n. Carlinville, Illinois, Estados Unidos, 7 de febrero de 1954) es un fiscal, abogado y administrador de empresas estadounidense. Desde el día 30 de enero de 2017 hasta el 8 de febrero de 2017 fue, de manera interina, el fiscal general de los Estados Unidos. También desde 19 de septiembre de 2013 fue el fiscal general del Distrito Este de Virginia.

## Primeros años y formación
Nacido en la ciudad estadounidense de Carlinville en el Estado de Illinois, el día 7 de febrero de 1954.
De nombre completo es Dana James Boente. Es hijo de James y Doris Boente.
Recibió una Licenciatura en Administración de empresas por la Universidad de San Luis (Misuri) en 1976 y en 1977 obtuvo el título académico de Maestría en Administración de Negocios (conocido como "Master of Business Administration, MBA"). 
Luego pasó a asistir a la Facultad de Derecho de la misma universidad, en la cual recibió un Doctorado en Jurisprudencia en 1982.
Después se trasladó a vivir en el norte de la Mancomunidad de Virginia, donde lleva 29 años.

## Carrera profesional
En 1982 inició su carrera profesional como asistente legal para el juez federal del Distrito Central de Illinois, James Waldo Ackerman.
En 1984 se incorporó a la Sección Penal de la División de Impuestos como parte del Programa de Honores del procurador general. Y en 2001 se convirtió en fiscal federal adjunto en la Corte para el Distrito Este de Virginia (Edva.).
En diciembre de 2012 fue designado por el fiscal general Eric Holder, para que sirviera como Fiscal Federal del Distrito Este de Luisiana, cargo que ocupó hasta septiembre de 2013. 
Ese mismo mes se convirtió en el Fiscal Federal "Interino" para el Edva, en virtud de la Ley de Reforma de la vacante y sirvió en esta posición hasta el 15 de diciembre de 2015.
En este cargo tuvo que ocuparse de la condena del exgobernador de Virginia, Bob McDonnell, en el famoso caso "McDonnell v. United States. 
Dana Boente afirmó en relación con este caso: 

"Nadie está por encima de la ley... no es un alto funcionario público, ni siquiera el más alto funcionario público en Virginia."
Dana J. Boente

El 8 de octubre de 2015 fue nombrado por el presidente Barack Obama y confirmado el 15 de diciembre por el Senado de los Estados Unidos para que sea el nuevo y 60.º fiscal general del Distrito Este de Virginia (Edva).

### Fiscal general de los Estados Unidos
El día 30 de enero de 2017, fue nombrado por el presidente Donald Trump como nuevo y 84.° fiscal general de los Estados Unidos de manera interina, después de que la anterior fiscal Sally Yates fuera despedida esa misma tarde, tras su pedido al Departamento de Justicia de no defender en los tribunales la Orden Ejecutiva 13769 de Trump relacionada con la inmigración.
Permaneció en este cargo, hasta que se confirmó el nombramiento de Jeff Sessions como sucesor.